# Chrysops berta
Chrysops berta är en tvåvingeart som beskrevs av Pechuman 1940. Chrysops berta ingår i släktet Chrysops och familjen bromsar. Inga underarter finns listade i Catalogue of Life.